# Synolabus bipustulatus
Synolabus bipustulatus is een keversoort uit de familie bladrolkevers (Attelabidae). De wetenschappelijke naam van de soort werd in 1776 gepubliceerd door Johann Christian Fabricius.